# الأيدي القذرة (مسرحية)
الأيدي القذرة (بالفرنسية: Les Mains sales) هي مسرحية لجان بول سارتر. تم عرضها لأول مرة في 2 نيسان 1948 في مسرح أنطوان في باريس، من إخراج بييرفالدي وماري أولفييه وأندريه لوجيت.
تدور أحداث المسرحية في بلد إيليريا الخيالي بين عامي 1943 و 1945، حول اغتيال سياسي بارز. يتم سرد القصة بطريقة الخطف للخلف، حيث يصف القاتل كيف قام بمهمته. تم تحديد هوية القاتل منذ البداية، لكن السؤال هو ما إذا كانت دوافعه سياسية أو شخصية. وبالتالي، فإن الموضوع الرئيسي للمسرحية ليس من فعل جريمة القتل ولكن لماذا تم القيام به.

## الحبكة
تدور أحداث المسرحية في إيليريا، بلد خيالي في الشرق الأوروبي، خلال المراحل لأخيرة من الحرب العالمية الثانية، البلد حليف لألمانيا النازية وعلى وشك ضمها للكتلة الشرقية.
يقال للشيوعي الشاب، هوغو بارين، إن هوديرر، وهو زعيم حزب، اقترح إجراء محادثات مع المجموعات غير الاشتراكية، بما في ذلك الحكومة الفاشية والمقاومة الليبرالية والقومية. الفكرة هي إقامة مجموعة مقاومة معارضة للألمان والتخطيط لحكومة ائتلافية بعد الحرب. يشعر هوغو أن سياسة هوديرر تنم عن خيانة. وقد قرر لويس، وهو زعيم آخر في الحزب، أنه يجب على هودرير أن يموت. يوافق على مضض السماح لهوغو الملتزم بسياسة الحزب والذي يفقتقر للخبرة، القيام بهذه المهمة.
ينتقل هوجو وزوجته جيسيكا إلى هويدر، هوغو يصبح مساعده.
على الرغم من أنه يحاول إقناع جيسيكا بأنه جاد حيال القتل، إلا أنها تتعامل مع الأمر برمته على أنه تسلية. في الواقع، في بادئ الأمر، لا ترى السلاح كسلاح جريمة قتل، بل كرمز للقضيب، لأن هوغو ربما يعاني من مشاكل في الانتصاب ولا يمكنه إرضائها. تمر عشرة أيام ثم تبدأ المفاوضات مع الأطراف الأخرى. ومع اقتراب هودرير من صفقة مع أعضاء الطبقة التي يكرهها، كان هوغو على وشك الوصول إلى مسدسه فانفجرت قنبلة.
لم يمت أحد ولكن هوغو غاضب. يوضح هذا الهجوم أن الذين أرسلوه لا يثقون به للقيام بالمهمة. انه ثمل ويوكل المهمة إلى حراس هودرير الشخصيين. وتدعي جيسيكا بأنها حامل. （وهنا تستشهد سارتر بسلوك لوسي اوبراش، وهي بطلة في المقاومة الفرنسية ساعدت زوجها، ريموند اوبراك، وهو مقاوم بارز آخر، على الهروب من سيطرة النازيين من خلال الادعاء بأنها كانت حامل)
أولغا لورامي، واحدة من أولئك الذين أرسلوا هوغو لارتكاب جريمة القتل، وهي التي ألقت القنبلة وتحذر هوجو من التورط في قتل هوديرر منذ أن نفد صبر الآخرين.
خطة هوديرر هي الدخول إلى الحكومة مع الأطراف الأخرى، ولكن تركها للمناصب الوزارية الرئيسية. بمجرد انتهاء الحرب يتعين تطبيق سياسيات غير شعبية لإعادة التوازن إلى الاقتصاد. سيؤدي هذا إلى مشاكل للحكومة اليمينية، مما يسمح لليسار، بما في ذلك الشيوعيين، بالسيطرة بسهولة أكبر. في هذه اللحظة، لا يحصل الشيوعيون على الدعم اللازم للحصول على السلطة، والقدوم المتوقع للقوات السوفيتية قد يزيد الأمور سوءًا. يشير هويدر إلى أن الناس لا يحبون غزو الجيوش الأجنبية، حتى لو كانت محررة، وسوف يتم نقل الشعور إلى الحكومة التي قدمها الغزاة.
يصر هوغو على أن الحزب يجب أن يبقى مخلصاً. القوة هي الهدف، لكن أساليب هويدرر غير مقبولة، خاصة أنها تنطوي على التعاون مع الأعداء والكذب والخداع. وحينما يكونون وحدهم، تحاول جيسيكا إقناع هوغو بأن هويدر يسيطر على أفكاره، لكنه يرفض ذلك قائلاً إن السبب وراء قتل هوديرر هو قدرته على اقناع الأخرين.
لكن مع مرور الوقت، استسلم كل من هوغو وجيسيكا لسحر هويدرر وطريقته. يبدو أن هوجو يعتقد أن هويدر يمكنه أن يساعده في أن يصبح رجل مستقر فكريا ونفسيا. هوديرر، يريد مساعدة هوغو على الرغم بمعرفته بانه هناك بنية قتله على أوامر لويس.أما جيسيكا فقد كان انجذابه اليها جسديا فقط.يمسك هوغو به وهو يقبل زوجته جيسيكا فيقتله.
وأثناء وجوده في السجن، يتلقى هوغو هدايا من الخارج، يظن أنها من أولئك الذين أرسلوه لقتل هوديرر. لكن بعضها كان مسموماً. والأكثر من ذلك أنه عندما يتم الإفراج عنه، فإنه يجد نفسه مطارداً من قتلة الحزب ويلجأ إلى أولغا.
تستمع أولغا إلى هوجو. لم يقتل هوجو هويدر بدافع الغيرة لجيسيكا، لكن لأنه ظن أن هويدرر لم يكن مخلصًا عندما قال إنه يريد أن يبقى هوغو معه لإرشاده: «لقد قتلته لأنني فتحت الباب. هذا كل ما أعرفه»، «غيور؟ ربما. ولكن ليس لجيسيكا».
تخلص أولغا إلى أنه من الأفضل ابقاء هوغو على قيد الحياة. وتكشتف أيضًا أن السياسة التي اقترحها هويدر قد تم تبنيها بعد كل شيء. بناء على أوامر موسكو، يشكل الحزب تحالفًا مع المجموعات الأخرى. في الواقع، يدرك هوجو أن التفاوضات التي الذي قام به هويدرر أثناء وجوده، والذي كان من المفترض أن يمنعها، تم تنفيذها. مبادرة هويدرر كانت سابقة لأوانها، لذا اضطر الحزب إلى قتله.
```
في وقت لاحق، بعد اعتماد خطة هويدرر، أعاد الحزب رسم صورته وبعد الحرب سيذكره كقائد وبطل عظيم.
```

غضب هوغو، خاصة وأن الحزب كذب وخدع أعضائه. حقيقة أنهم في حالة حرب وربما أنقذ مائة ألف شخص لا تحدث أي فرق. إن ما يهم الآن هو أن هويدرير لا ينبغي أن يموت من أجل امرأة مثل جيسيكا بل لسياساته: لأنه كذب وعرّض روح الحزب للخطر. يقرر هوغو أن جميع قادة الحزب - هوديرر ولويس وأولغا - متشابهون. وهذا هو السبب في استهدافه من قبل رجال الشرطة الذين أرسلهم لويس.
ويدرك هوجو أنه على الرغم من تصريحات أولغا المناقضة، فإنه إذا ظل حيا واستمر مع الحزب، فإن اغتياله السابق لهوديرير لن يعني شيئا . وهكذا، في حين أن أولغا تحاول بشكل يائس إنقاذه، كان هو نفسه الذي يسمح للقتلة في إنهاء المهمة.

## الشخصيات
هويدر: عضو سابق في البرلمان الإيليرياني وشخصية بارزة في الحزب البروليتاري الاشتراكي. لديه شخصية واثقة، استمر في مساعدة هوغو على الرغم من معرفته بنيته لقتله . إنه يساعد هوغو في حل نزاعاته الداخلية. وتستند خططه على الواقع السياسي للوضع.
هوغو بارين: وهو شاب بورجوازي يبلغ من العمر 23 عامًا، انضم إلى فصيل الحزب الشيوعي تحت اسم راسكولينكوف. والده رجل أعمال رائد، وبما أنه ينحدر من خلفية ثرية، فإن معظم أعضاء الحزب يرفضونه كمفكر لا يعرف حتى ماهية الفقر. ويحرص هوجو على إثبات قيمته بالنسبة له، وخاصة لويس وأولغا، ويرى أن قتل هوديرر هو وسيلة لتحقيق ذلك.
جيسيكا: زوجة هوغو البالغة من العمر 19 عامًا. إنها تبتعد عن السياسة، تعرف عن نفسها بأنها ببساطة «شخص يضع الزهور في المزهريات». في البداية، تتعامل مع جريمة القتل كلعبة، ولكنها تحاول بشكل يائس منعها، والذي يمنع هوجو من الثقة بنفسه . عندما يُسجن هيوغو تبقى في البداية على اتصال معه لكنها لاحقا تقطع الاتصال وتتوقف عن استخدام اسمها بعد الزواج.
لويس، شخصية قيادية أخرى في الحزب البروليتاري، لكنه معارض لخطة هويدرر.
أولغا: وهي عضو في صف لويس وأحد الأصدقاء القلائل لهوجو.
كارسكي: زعيم البنتاغون، وهي جماعة تضم الليبراليين والقوميين، تقاتل زعيم إيليريا وحكومته المؤيدة للفاشية.
الأمير: ابن الزعيم وممثله في المفاوضات.
سليك، جورج وليون:الحراس الشخصيين لهويدرر.
تشارلز وفرانتز: القتلة الشيوعيين الذين ارسلوا لقتل هوغو بعد الإفراج عنه من السجن.
ايفان: مخرب للشيوعيين

## القصة التاريخية
الحرب العالمية الثانية لها دور كبير في كتابة هذه المسرحية . يفترض أن ايليريا (أيضا موقع ليلة شكسبير الثانية عشرة) هي هنغاريا.
"Parti Proletarian" هو الحزب الشيوعي الذي تنتمي إليه معظم الشخصيات الرئيسية في القصة. إنهم يناضلون من أجل «مجتمع بدون طبقات» («مجتمع لا طبقي»). الطرفان الآخران اللذان ذُكر في هذه المسرحية هما زعيم حكومة الفاشية التي تدعم ألمانيا و «البنتاغون» التي تتكون من الطبقات الوسطى.
في ذلك الوقت حكم هنغاريا الحاكم ميكلوس هورثي الذي عيّن جيولا غومبو رئيسا للوزراء في عام 1932. أراد غومبوس التعاون مع ألمانيا النازية، وعلى الرغم من أن هذا أدى إلى إضعاف هنغاريا، إلا أنه جعلها تعتمد اقتصاديًا على ألمانيا. دعمت الحكومة الهنغارية سياسات وأهداف ألمانيا النازية.
في عام 1938، قرر رئيس الوزراء الجديد، كالمان داراني، أن يجعل سياساته الجديدة مؤيدة لألمانيا ومؤيدة لإيطاليا، تماماً مثما أراد هوديرر الانضمام إلى الأطراف الأخرى والبقاء على وفاق مع الجميع في محاولته لتطوير الدولة ونشر أفكار حزبه.

## الإرث
تستند المسرحية إلى موضوع الوجودية التي تبناها سارتر، ولكن الكثير اعتبرها دراما سياسية مباشرة. رحب اليمينيون بها باعتبارها مناهضة للشيوعية، وهاجمها اليساريون للسبب نفسه. عندما تم إصدار الفيلم في فرنسا في عام 1951 هدد الشيوعيون دور العرض السينمائية. في الواقع لم يتم إعادة المسرحية نفسها في فرنسا حتى عام 1976.
لم تعرض في الدول الاشتراكية حتى نوفمبر عام 1968 عندما تم عرضها في براغ بعد غزو تشيكوسلوفاكيا من قبل زملاء قوات حلف وارسو. كان هذا مناسبًا نظرًا لأن الاختلافات في العقيدة الشيوعية هي أحد موضوعاتها.
استجابة النقاد للمسرحية كانت لكونها متعمقة بمواضيع السياسية والوجودية، والذي كان من الصعب ايصاله للمشاهد العادي .

## اقتباسات من المسرحية
"كم أنت خائف من أن تلوث يديك. حسناً، ابقَ نقيًا!… إن النقاوة هي فكرة الراهب والدرويش." يقولها الزعيم السياسي "هوديرر" مخاطبًا "هوغو"، ليعبّر عن رفضه للمثالية الطهرانية التي تعيق الفعل السياسي الواقعي.
"إن نقاءك يُشبه الموت، والثورة التي تحلم بها ليست ثورتنا: إنك لا تريد تغيير العالم، وإنما تريد تفجيره." اقتباس يختصر التوتر بين الثورة كفعل بنّاء، وبين الثورة كفعل هدام، ويعكس موقف سارتر من المثقف المتشدد.
"حين يدخل الجيش الأحمر حدود بلدنا، فإنني أضمن لك أننا سنعيش لحظات عصيبة… الناس لا يحبون الغزاة، حتى لو جاؤوا لتحريرهم." يعكس هذا القول نقدًا للسياسة التي تعتمد على القوة الخارجية، ويطرح سؤالًا حول شرعية السلطة المستوردة.
"لا أحد يملك يدين نظيفتين في السياسة، ومن يرفض أن يوسّخهما، يرفض أن يفعل شيئًا." تلخيص لفكرة المسرحية: أن الفعل السياسي الحقيقي يتطلب التورط، لا الترفع.
"أردت أن أكون نقيًا، لكنني اكتشفت أن النقاء لا يعني شيئًا إن لم يكن في خدمة شيء أكبر." يعكس هذا القول صراع "هوغو" الداخلي بين رغبته في الحفاظ على مثاليته وبين ضرورة اتخاذ قرارات صعبة.
"السياسة ليست لعبة شرف، إنها فن الممكن." يعبّر عن موقف "هوديرر" البراغماتي، الذي يرى أن التفاوض مع الخصوم ضرورة لا خيانة.
"أنت لا تقتل رجلاً لأنك تكرهه، بل لأنك تحب فكرة أكبر منه." اقتباس يسلط الضوء على التبرير الأيديولوجي للعنف السياسي.

"اليد التي لا تتسخ، لا تبني شيئًا." تلخيص لفكرة المسرحية: أن الفعل السياسي الحقيقي يتطلب التورط، لا الترفع.

## النقد والاستقبال
مسرحية الأيدي القذرة لجان بول سارتر لاقت منذ عرضها الأول عام 1948 استقبالًا نقديًا متباينًا، إذ اعتُبرت من أبرز أعمال المسرح السياسي الوجودي، حيث تناولت الصراع بين المثالية الثورية والبراغماتية السياسية. أشاد النقاد بقدرة سارتر على تجسيد المفاهيم الفلسفية من خلال شخصيات رمزية مثل "هوغو" و"هوديرر"، إلا أن المسرحية أثارت جدلًا واسعًا في الأوساط السياسية، خاصة بين الشيوعيين الفرنسيين الذين رأوا فيها انتقادًا ضمنيًا للحزب الشيوعي والتواطؤ مع السلطة. كما واجهت المسرحية الرقابة والمنع في بعض الدول ذات الأنظمة الشمولية بسبب محتواها السياسي الحاد. لاحقًا، نالت المسرحية تقديرًا أكاديميًا واسعًا، وأصبحت تُدرّس في الجامعات كنموذج للمسرح الذي يدمج الفلسفة بالدراما، مما عزز مكانتها ضمن كلاسيكيات الأدب المسرحي الفرنسي في القرن العشري.

## أسلوب المسرحية
تتميز مسرحية الأيدي القذرة بأسلوب درامي سياسي يمزج بين الواقعية والرمزية، حيث يستخدم جان بول سارتر تقنية السرد الاسترجاعي (الفلاش باك) لكشف دوافع الشخصيات وأبعادها النفسية والفكرية. تدور أحداث المسرحية في بلد خيالي خلال الحرب العالمية الثانية، وتُعرض من خلال حوارات فلسفية مكثفة وصراعات أيديولوجية بين شخصيات تمثل أطرافًا متناقضة في الفكر السياسي. يعتمد الأسلوب على التوتر الدرامي الداخلي أكثر من الحركة المسرحية، ويُبرز الصراع بين الطهر الثوري والتورط العملي، مما يجعل المسرحية نموذجًا للمسرح الوجودي الذي يطرح أسئلة حول الحرية، المسؤولية، والهوية السياسية